# Сюри-ан-Во
Сюри́-ан-Во (фр. Sury-en-Vaux) — коммуна во Франции, находится в регионе Центр. Департамент — Шер. Входит в состав кантона Сансер. Округ коммуны — Бурж.
Код INSEE коммуны — 18258.

## География
Коммуна расположена приблизительно в 170 км к югу от Парижа, в 90 км юго-восточнее Орлеана, в 45 км к северо-востоку от Буржа.
По территории коммуны протекает река Белен (Belaine).

## Население
Население коммуны на 2008 год составляло 728 человек.
| 1962 | 1968 | 1975 | 1982 | 1990 | 1999 | 2008 |
| ---- | ---- | ---- | ---- | ---- | ---- | ---- |
| 673  | 714  | 665  | 673  | 686  | 721  | 728  |

## Экономика
В 2007 году среди 395 человек в трудоспособном возрасте (15-64 лет) 299 были экономически активными, 96 — неактивными (показатель активности — 75,7 %, в 1999 году было 70,4 %). Из 299 активных работали 287 человек (162 мужчины и 125 женщин), безработных было 12 (4 мужчины и 8 женщин). Среди 96 неактивных 39 человек были учениками или студентами, 32 — пенсионерами, 25 были неактивными по другим причинам.

## Достопримечательности
- Церковь Сент-Этьен (XIII год). Исторический памятник с 1926 года[3].